# Pieter Dierquens

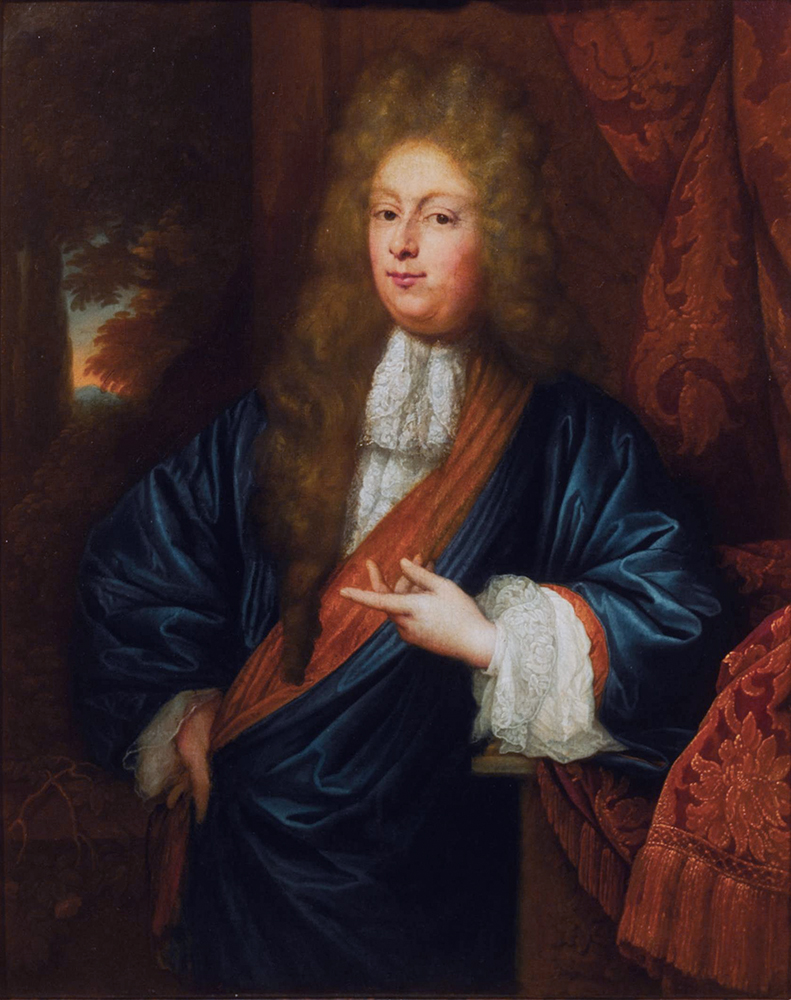
Pieter Dierquens (Jan van Haensbergen, 1690)

Mr. Pieter Dierquens (gedoopt Amsterdam, 11 juli 1668 - 's-Gravenhage, 24 juni 1714) was baljuw van 's-Gravenhage.

## Biografie
Dierquens was een zoon van de Amsterdamse koopman Johan Dierquens en van Elisabeth Bebber. Hij trouwde in 1704 met  Anna Maria Roman (1680-1758), uit welk huwelijk drie kinderen werden geboren onder wie de Haagse burgemeester mr. Johan Pieter Dierquens (1710-1780).
Dierquens studeerde vanaf 1685 rechten te Leiden. Hij was baljuw van Noordwijkerhout, Lisse, Hillegom en Voorhout. Vanaf 4 mei 1689 was hij baljuwvan Den Haag hetgeen hij bleef tot zijn overlijden; de baljuw was voorzitter van het college van (drie) burgemeesters en werd benoemd voor het leven.